# Méthode Dayi
La méthode Dayi (chinois : 大易 ; pinyin : dàyì ; litt. « grandement simple ») utilise quelque 46 caractères notés sur un clavier informatique standard QWERTY. Un caractère chinois est construit en combinant jusqu'à quatre des caractères du clavier ainsi présentés, en utilisant un système proche du système de la méthode Cangjie.
Sur la plupart des claviers de Taïwan, la plupart des touches affichent quatre symboles. Sur les touches, les caractères latins figurent en haut à gauche, les symboles Zhuyin en haut à droite, les symboles Cangjie en bas à gauche, et les symboles Dayi en bas à droite.
Contrairement à d'autres méthodes d'encodage, la méthode Dayi utilise 46 éléments de base au lieu des 26 correspondant aux touches des 26 caractères latins. Malgré l'augmentation du nombre d'éléments avec un accès direct, cette configuration complique par ailleurs l'accès aux nombres et aux signes de ponctuation. 

Clavier typique pour la méthode Dayi